# فيليب ريتشي
فيليب ريتشي (بالإنجليزية: Phil Ricci)‏ (و. 1980  م) هو لاعب كرة سلة أمريكي، ولد في ساكرامنتو، كاليفورنيا، مركز لعبه هو لاعب هجوم قوي الجسم.

## روابط خارجية
- فيليب ريتشي على موقع الدوري الأوروبي لكرة السلة (الإنجليزية)
- فيليب ريتشي على موقع الدوري الإسباني لكرة السلة (الإسبانية)
- فيليب ريتشي على موقع كرة السلة الأوروبية.كوم (الإنجليزية)
- فيليب ريتشي على موقع كلية كرة السلة في سبورتس رفرنس.كوم (الإنجليزية)
- فيليب ريتشي على موقع ريلجم (الإنجليزية)
- فيليب ريتشي على موقع بروبوليرز (الإنجليزية)
- فيليب ريتشي على موقع سبورتس رفرنس (الإنجليزية)
- فيليب ريتشي على موقع سبورتس رفرنس (الإنجليزية)